# Andrea Fedi
Andrea Fedi (Prato, 29 de maig de 1991) és un ciclista italià, professional des del 2013. Des del 2017 corre amb l'equip Wilier Triestina-Selle Italia. El seu èxit més important és el Trofeu Laigueglia de 2016.

## Palmarès
- 2012
  - 1r al Trofeu Tosco-Umbro
- 2013
  - Vencedor d'una etapa a la Volta a Eslovàquia
- 2016
  - 1r al Trofeu Laigueglia

## Resultats al Giro d'Itàlia
- 2014. 148è de la classificació general